# Hur Jin-ho
Dans ce nom coréen, le nom de famille, Hur , précède le nom personnel.
Pour les articles homonymes, voir  Hur.
Hur Jin-ho (hangeul : 허진호 ; RR : Heo Jin-ho ; MR : Hŏ Chin-ho) est un réalisateur et scénariste sud-coréen, né le 8 août 1963 à Jeonju (Jeolla du Nord).

## Filmographie

### Réalisateur

#### Longs métrages
- 1998 : Palwolui Christmas (8월의 크리스마스)
- 2001 : One Fine Spring Day (봄날은 간다)
- 2005 : April Snow (외출)
- 2007 : Haengbok (행복)
- 2009 : Ho woo shi jul (ko) (호우시절)
- 2012 : Dangerous Liaisons (危險關係)
- 2016 : Deok-hye ongju (덕혜옹주)
- 2019 : Forbidden Dream (천문: 하늘에 묻는다)
- 2023 : A Normal Family (보통의 가족)

#### Courts métrages
- 1993 : For Go-chul
- 2017 : Two Lights: Relumino (두개의 빛: 릴루미노)
- 2019 : The Present (선물) (moyen métrage)

#### Série télévisée
- 2021 : Lost (인간실격) (16 épisodes, réalisé avec Park Hong-soo)

### Scénariste

#### Longs métrages
- 1998 : Palwolui Christmas (8월의 크리스마스)
- 2001 : One Fine Spring Day (봄날은 간다)
- 2005 : April Snow (외출)
- 2007 : Haengbok (행복)
- 2009 : Ho woo shi jul (ko) (호우시절)
- 2016 : Deok-hye ongju (덕혜옹주)

#### Courts métrages
- 1993 : For Go-chul

## Distinctions

### Récompenses
- Festival international du film de Flandres 1998 : prix FIPRESCI pour Palwolui Christmas
- Festival international du film de Busan 1998 : prix FIPRESCI pour Palwolui Christmas
- Festival international du film de Vancouver 1998 : prix Tigres et Dragons pour Palwolui Christmas
- Festival international du film de Busan 2001 : prix FIPRESCI pour One Fine Spring Day
- Festival international du film de Tokyo 2001 : meilleure contribution artistique pour One Fine Spring Day

### Nominations
- Festival international du film de Singapour 1999 : meilleur film asiatique pour Palwolui Christmas
- Festival international du film de Rotterdam 2002 : Tigre d'or pour One Fine Spring Day
- Festival international du film de Saint-Sébastien 2005 : Coquillage d'or pour April Snow